# 토리우미 코스케
토리우미 코스케(일본어: 鳥海浩輔, 1973년 5월 16일 ~ )는 일본의 성우이다. 소속사는 아트비전이며, 가나가와현 지가사키시 출신이다. 요요기 애니메이션 학원 성우 탈렌트과와, 일본 나레이션 연기 연구소 졸업하였다
대표작은 《디지캐럿》(릭＝하이젠베르크), 《나루토》(이누즈카 키바), 《펌프킨 시저스》(오렐드), 《마인탐정 네우로》(이시가키 쥰), 《블리치》(자엘아포로 그란츠), 《바질리스크 ~코우가인법첩~》(코우가 겐노스케), 《세인트 비스트 성수강림편》(양염의 시바), 게임 《테일즈 오브 베스페리아》(유리 로웰) 등.

## 인물

### 특색
- 주로 청년 역을 맡는 일이 많은 성우 중 한 명. 미남이나 헤타레 등의 익살꾼 역, 츤데레역이나 블리치의 자엘아포로처럼 냉혈한 악역까지 폭넓은 연기를 보이고 있다.
- 《나루토》의 이누즈카 키바・《테일즈 오브 베스페리아》의 유리 로웰과 같이 개와 함께 하는 역을 연기하는 경우가 많아 이누성우(犬声優)라고 자칭하고 있다.

### 에피소드
- 토리우미 코스케의 성은 어머니의 성을 물려받은 것이다. 참고로 아버지 성은 요시다.(voice crew 142화 본인 발언)
- 애칭은 토리짱,토리상. 때때로 스케짱이라고 부르는 사람(특히 어머니)도 있다. 본인은 " '스케짱' 이란 애칭은 가족만 허용하고 있다" 라고 말하고 있으나, 가족 이외에 '절친' 인 요시노 히로유키만이 허용되고 있다고 한다. (야스무라 마코토왈)
- 좋아하는 음식은 카레와 스시. 싫어하는 음식은 옥수수와 라면(옥수수는 세상에서 가장 싫어하는 음식). 우유는 잘 먹지 못한다.
- 애완동물은 햄스터인 '프링짱'(암컷) 쳇바퀴에서 놀지 않는 햄스터. 과거에 기르고 있던 햄스터는 (매스 미디어에서 말한 햄스터) 안짱(숫컷) · 모모짱(암컷) · 링고짱(암컷).
- 조카를 매우 아낀다. 라디오에서도 '그 귀여운 모습은 재능이다'라는 등 조카에 대한 이야기가 나오면 팔불출 삼촌의 모습을 보인다.
- 다트를 좋아하여 자주 다트 바에 간다. 참고로 전용 다트도 가지고 있다.(이름은 카게하(影羽)
- 애용하는 향수는 샤넬의 에고이스트 플래티넘.
- 좋아하는 이상형은 숏컷, 미니스커트는 싫어하는 듯 하다.
- 예전에는 화려한 옷을 좋아했지만 서른을 넘기면서 자켓이 잘 어울리는 남자가 되는 것을 목표로 삼아 요즘 옷은 검은색 옷 투성이. 직접적인 관계는 없지만 최근 검은 이미지의 캐릭터를 연기하는 일이 늘고 있다.
- 좌우명은 '적당히'
- 본인 왈, "〈도에스〉(ドS) 이고, 〈츤데레〉(ツンデレ)의 '츤'(ツン)에 해당한다" 고 한다.
- 유사 코지와는 집이 가까워 친한 술동무이다.
- 인기 남성 성우 유닛, 수수께끼의 신 유닛 스타☆맨의 멤버(에로 담당). 같은 유닛 내의 유닛, 갓츠와 페로☆맨의 멤버이기도 하다.
- 수수께끼의 신 유닛 스타☆맨의 멤버들에게 '대기실 반장' 이라고 불린 적이 있다.
- 스즈키 치히로・사에키 토모와 함께 애니메이션 디지캐럿에서 파생한 성우 유닛 'P·K·O'의 멤버로 CD발매와 라이브 활동을 하고 있다. 후에 사에키가 병으로 인해 요양을 가게 되어, 스즈키와 둘이서 활동을 계속하고 있다.(토리우미가 리더)
- 라이브(특히 디지캐럿 관계에서) 반드시 하는 말은, '흠뻑 젖어 주세요(たっぷり濡れてください)' 또한 당일 아침에 자신의 돈으로 구입한 장미꽃을 관객석에 던진 적도 있다.
- 여성은 물론, 남성에게도 인기가 높아, 도쿄 캐릭터 쇼 등에서 P·K·O의 멤버가 각각 사인회를 열었을 때, 90% 남성이었던 일도 있다.
- 어느 한 라디오 방송에서 바람에 대한 청취자의 질문에 사에키 토모가 대답하고 있을 때, 옆에서 '들키지 않으면 바람이 아니다'라고 발언하여 사에키, 스즈키 치히로 두사람 모두에게 '최악' 이란 소리를 들은 적이 있다. 가볍게 보이지만 반하면 일편단심(본인 왈) 이라고 하나, 세인트 비스트의 이벤트에서는 양다리를 걸친 적이 있다고 발언했다.
- 초등학교 시절 꿈은 야구선수. 야구부에서 투수로 활동, 현 대회에서 우승한 적도 있으나 팔꿈치 부상으로 야구를 그만두게 되었다.
- 중학교 시절에는 배구부에 소속. 그 시절에는 아침을 먹었으나, 퇴부 후 현재에 이르기까지 기본적으로 아침식사는 거르고 있다.
- 패밀리 마트 연수용 비디오에 손님 역할로 출연한 적이 있다. 참고로 점원 역할은 당시 같은 사무소에 소속했었던 호리에 유이였다.
- 현재, 성우들 사이에서 인기폭발 중인 〈몬헌회〉를 '불건전하다' 며 부정하는 〈안티몬헌회〉의 멤버이다. 실제 이유는 그저 자신이 《동물의 숲 DS》파 이기 때문이다.
- 숙취에는 사과 쥬스를 마신다고 한다.
- 고양이 알레르기가 있으며, 고양이를 기르고 있는 미즈시마 타카히로와 같이 녹음현장에 있었을 때, 옷에 붙어있던 고양이 털때문에 재채기를 한 적이 있다고 한다.
- 다리가 긴 벌레와 다리가 많은 벌레를 싫어한다.
- 피고 있는 담배는 RED LARK. 흡연량은 하루 두 갑.(본인 왈)
- 자칭 '러브페셔널' 이것은 나루토 뒤풀이에서 토오치카 코이치에 의해 붙여진 별명. 하지만 라디오 《이와타 미츠오・스즈무라 켄이치 스윗 이그니션》에서 스즈무라 켄이치에게 '에로페셔널' 이라고 불린 적도 있다.
- 스즈무라 켄이치를 가리켜 '성우업계 제1의 에로스'라고 말했으나, 반대로 '야한 것으로 말하자면 신과 같다' '걸어다니는 에로스' '에로 대사전' '인간사회에 녹아들 수 없는 에로'라며 몇 배로 돌려받았다.
- 카레를 좋아하지만, 카레라이스를 좋아하는 것이 아니라, 카레 루 자체를 좋아하는 것으로, 카레라이스를 먹을 때는 밥은 적게하고 카레 루를 많이 얹어 먹는다. 또한 후쿠진즈케는 곁들이지 않는 주의.
- 캐치 카피는 '성우업계의 어머니'. DJCD 《이누라지 TB-SHOW》에 게스트로 출연한 스기타 토모카즈에게 그렇게 불린 것을 받아들여 월간 G판타지 2009년 8월호 부록・DJCD 《판도라 라디오~어비스의 사자가 다가온다!?~》 출장판에서 토리우미 본인이 제안하여 그것을 그대로 쓰기로 결정. 그 외에 '성우업계의 카키하라 노부유키'(카키하라 테츠야와 히야마 노부유키를 합쳐 가리킨말, 미나가와 쥰코안), '우물쭈물 머뭇머뭇 쿠킹○○'(하나자와 카나 안)이 후보에 올랐다.
- 요시노 히로유키나 스즈키 타츠히사와 마찬가지로 항상 식사를 할 때는 그때 가장 먹고 싶은 것을 먼저 먹는 별난 버릇때문에, 외식을 했을 때 맨 처음에 디저트를 부탁한 적이 있다.(처음부터 술과 치즈 케이크가 나란히 나오는 경우도 있다.)
- 성대모사를 좋아해('특기'인 것이 아니라), '만토라~만화 호랑이의 굴~'(まんとら〜マンガ虎の穴〜)에 출연했을 때 곰돌이 푸의 성대모사를 보였다. 어덜트 버전인 '밤의 푸우'도 존재한다고 한다.
- 사랑의 색 캐스트 코멘트에서 나가노의 여자친구와 원거리연애 당시 도쿄에서도 여자친구를 만들어 양다리를 걸쳤다고 밝혔다.

## 출연작
※굵은 글자로 표시된 배역은 주역과 메인캐릭터

### TV 애니메이션
1997년
- 집없는 아이 레미 (앙리, 부하, 수위)
- 용자왕 가오가이가 (운전수)

1998년
- 시공전초 나스카 (불량배, 병사)
- 열사의 패왕 간다라 (남자 B, 부하)
- 신기한 메르모 리뉴얼 (아나운서, TV 아나운서, 간부, 시카쿠, 카도 지로)
- 성방무협 아웃로스타

1999년
- 이솝 월드 (올빼미 병사, 타카의 왕자)
- 패딩턴 베어 (Paddington Bear)
- 자폭군(국내명:버키와 투투) (시즈마)
- 천사가 될꺼야 (마사루)

2000년
- 사이보그 크로짱 (모히칸 남자, 담당자, 대원)
- GTO (관객)
- 부기팝은 웃지 않는다 Boogiepop Phantom (남자 C)

2001년
- 디지캐럿 봄 스페셜 (릭 하이젠베르크)
- 디지캐럿 여름방학 스페셜 (릭 하이젠베르크)
- 캡틴 츠바사(제 3작) (미사키 타로(청년시절), 엘 시드 피에르)
- 신 백설공주 전설 프리티아 (하야테)
- 체포하겠어 SECOND SESSON (드라이버)
- 테니스의 왕자 (센고쿠 키요스미)
- 파치슬로 귀족 긴 (오토나시 긴야)

2002년
- 스파이럴 ~추리의 끈~ (헌터)
- 지구방위가족 (파닉스 리더)
- 디지캐럿 (릭 하이젠베르크)
- 헝그리 하트 와일드 스트라이커 (카노 쿄스케)

2003년
- 우주소년 아톰 (쿠스코)
- 앞장서라! 크로마티 고교 (이가 마사루)
- 스크랩드 프린세스 (데니스)
- 세인트 비스트 ~성수강림편~ (양염의 시바)
- 디지캐럿뇨 (릭 하이젠베르크)
- 나루토 (이누즈카 키바)
- 피스메이커 쿠로가네 (토도 헤이스케)
- 무적코털 보보보(6월 7일, 타카시, 다이너마이트 3형제 중 둘째)
- 원피스 (짐)

2004년
- 음양대전기 (타이잔, 신류 A)
- 크라우 팬텀 메모리 (이지마)
- Get Ride! 암 드라이버 (쉐도우 에릭,잭 혼죠)
- 금색의 갓슈벨 (우루루)
- 트랜스포머 에너곤 (햣 쇼트)
- 파푸와 (신타로)

2005년
- ARIA The Animation(아라치)
- 엘레멘탈 제라드 (그레이아츠)
- 건퍼레이드 오케스트라 (사쿠마 세이지)
- 택틱스 (켄이치로)
- 투하트2 (코사카 유지)
- 바질리스크 ~코우가인법첩~ (코우가 겐노스케)
- 따끈따끈 베이커리(千祭剛)

2006년
- 에어기어（아키선배）
- 오란고교 호스트부（코마츠자와 아키라）
- 케로로 중사（큰 귀 성인）
- 채운국 이야기（다극순）
- 지옥소녀 2기（야마모토 마키오）
- 009-1（볼조프）
- 폭구Hit! 크래쉬 비드맨（아라사키 쿄스케）
- 펌프킨 시저스（오렐드）
- 공주님 조심（아드론）
- 블랙 블러드 브라더스（자자）
- 프린세스 프린세스 （코시노 마사유키）
- 마계전기 디스가이아 （커티스）
- 부활하는 하늘 -RESCUE WINGS- （나이토 켄지）
- 수퍼 멍멍이 레츠고 태피 （히무로 타쿠야）

2007년
- 엘카자드 （아이패치의 남자）
- 바람의 스티그마 （츠와부키 유우시）
- 케로로 중사 (큰귀성인)
- 세인트 비스트〜광음서사시천사담〜 （양염의 시바）
- 흑의 계약자 （코우노 유타카）
- 나루토 질풍전 （이누즈카 키바）
- 하야테처럼 （사에키 히무로）
- 블리치 (자엘아포로 그란츠)
- 날아라 방울방울 친구들 2기 （카카오군）
- 마인탐정 네우로 （이시가키 쥰）
- 로미오x줄리엣 （큐리오）
- 막말기관설 ~이로하니호헤토~ （칸나 사쿄노스케）

2008년
- 흑집사 （아즈로 베넬）
- 순정 로맨티카 2 （우사미 하루히코）
- 세키레이 （이치노미야 나츠오）
- 네오 안젤리크 어비스 -Second Age- （칼라일）
- 하야테처럼!(불량 B)
- 비밀 〜The Revelation〜 （시드, 절도범）
- BLUE DRAGON 천계의 7용 （미햐엘）
- 야쿠시지 료코의 기괴사건부 （하바라 사토시）
- 로자리오와 뱀파이어 （카사하라）
- 원아웃 （키라 노부미츠）
- 테니스의 왕자 전국대회편 (센고쿠 키요스미)
- 블루드래곤 : 천계의 7룡 (미하엘)

2009년
- 강각의 레기오스 （딘 디）
- 배틀 스피리츠 소년격패 단 (코스케)
- 하야테처럼 （사에키 히무로, 범인 B）
- 판도라 하츠 （레이븐 / 길버트 나이트레이）

2010년
- 언젠가는 대마왕 (후지코의 오빠)
- 회장님은 메이드 사마! (카노 소타로)
- 세키레이 -Pure Engagement- (이치노미야 나츠오)
- 전설의 용자전설 (바유즈 와이트)
- 어떤 마술의 금서목록 II (타테미야 사이지)
- 토가이누의 피 (아키라)
- 누라리횬의 손자 (쿠로타보)
- 박앵귀 ~신선조기담~ (사이토 하지메)
- 박앵귀 벽혈록 (사이토 하지메)
- 머나먼 시공 속에서 3 끝없는 운명 (후지와라 야스히라)
- 메탈 파이트 베이블레이드 폭(미국 DJ)

2011년
- 브레이브 10 (형방의 쿠치바)
- 토리코 (마치)

2012
- [디아볼릭 러버즈] (사카마키 슈)

2013년
- Brothers Conflict (아사히나 아즈사)
- 단간론파 희망의 학교와 절망의 고교생 (이시마루 키요타카)
- 노래의☆왕자님♪진심 LOVE 2000% (아이지마 세실)

[겁쟁이 페달] 이마이즈미 슌스케
2014년
- 흐린하늘에 웃다 -아베 소세이

[겁쟁이 페달 Grand road] 이마이즈미 슌스케
2015년
- 노래하는왕자님진심레볼루션즈3000% -아이지마 세실
- 도그 데이즈 - 마왕
- 페어리 테일 - 아크놀로기아

2016년
- 괴도 조커 - 나이트메어

2019년
- 앙상블 스타즈! - 미케지마 마다라

2023년
- 제물공주와 짐승의 왕 (세트)

### OVA
1996년
- 사이버 포뮬러 SAGA

1997년
- 프린세스 루즈 (오오타 츠토무)

1998년
- 다이노 존 (다이노센트로스)

1999년
- 시바스1-2-3 (컴퓨터 보이스)
- 만능문화 묘랑 DASH! (컴퓨터 보이스)
- 그라비테이션 (PA)

2001년
- 헌터x헌터 OVA (고레 이누)

2002년
- 디지캐럿 OVA 삐요코에게 맞겨줘 (릭 하이젠베르크)
- 사립 아라이소 고등학교 학생회 집행부 (아이우라 세이치)

2005년
- 나는 여동생을 사랑한다 (야노 하루카)
- 세인트 비스트 ~수천의 낮과 밤~ (양염의 시바) (하권 한정)

2006년
- 테니스의 왕자 OVA 전국대회편 (센고쿠 키요스미) (오디오 논평)

2007년
- 투하트2 OVA (코사카 유지)
- 최유기 리로드 -burial- (건읍)

2008년
- 나는 여동생을 사랑한다 (야노 하루카)

2011년
- 박앵귀 설화록 (사이토 하지메)

### 극장판 애니메이션
2000년
- 디지캐럿 크리스마스 스페셜(릭 하이젠베르크)

2005년
- 극장판 테니스의 왕자 아토베가 보내는 선물 너에게 바치는 테니프리 축제 (센고쿠 키요스미)

2009년
- 극장판 나루토 질풍전 불의 의지를 잇는 사람 (이누즈카 키바)
- 극장판 테일즈 오브 베스페리아~The First Strike~ (유리 로웰)

2010년
- 브레이크 블레이드 3장 흉인의 상처 (지르그)

2013년
- 페르소나3 극장판 #1 Spring of Birth (이오리 쥰페이)

2021년
- 시도니아의 기사 : 사랑을 잣는 별 (츠루우치 코이치)

### Web 애니메이션
- 막말기관설 ~이로하니호헤토~（칸나 사쿄노스케）
- 미소녀전사 세일러문 Crystal (네프라이트)

### 게임
1997년
- Little Lovers

1999년
- 페르소나 2 죄 (미시나 에이키치)
- 스트라이더 비룡2 (비룡)
- 에어로 댄싱 featuring Blue Impulse (사와다 대원)
- 파이어 우먼 전조(역명 없음)

2000년
- 에어로 댄싱 F (사와다 대원)
- 서몬 나이트 (로커스)
- 페르소나 2 벌( (미시나 에이키치)

2001년
- 에어로 댄싱 i (사와다 대원)
- 아머드 코어 2 어나더 에이지(럼버 잭)

2002년
- 소울 칼리버II (홍윤성)
- 에어로 댄싱 4 New Generation (사와다 대원)
- shinobi (시로가네)

2003년
- 마계전기 디스가이아 (커티스)(PS2)
- 바텐 카이트스 끝나지 않는 날개와 없어진 바다 (카라스)
- 금색의 갓슈벨!!격투! 최강의 마물들 (우루루)
- 트라이앵글 어게인 (키류 마사루)

2004년
- 팬텀 브레이브 (월너트)(PS2)
- 에뜨와르의 방정식 (타쿠미・가란드)
- 전생학원환창록 (이나미 아스카, 쿄라기 타카시)
- 투하트2 (코사카 유지)
- 제국천전기 PS2판 (엔 오우카)
- 금색의 갓슈벨!!울어라! 우정의 전격2 (우루루)
- Dessert Love 그와의 시작 (타카시마 유타로) : 포크스푼 (先割れスプーン) 명의
- 피요탄 ~하우스 키퍼는 CUTE한 탐정~(카자마 사츠키)
- 머나먼 시공 속에서 3 십육야기（후지와라 야스히라）(PS2)
- 사쿠라 유키 (토류 나나오) : 포크스푼 (先割れスプーン) 명의
- S-TRIPPER 타케루 Disk (니시나카지마 아키히코) : 포크스푼 (先割れスプーン) 명의

2005년
- 토가이누의 피 (아키라) : 포크스푼 (先割れスプーン) 명의
- 절대 복종 명령 (베르너 헤르초크) : 포크스푼 (先割れスプーン) 명의
- NAMCO x CAPCOM 올스타즈 (비룡, 비연)
- 진해마경 (미네유키 료) : 포크스푼 (先割れスプーン) 명의
- 엘레멘탈 제레이드 -감싸라, 취풍의 검- (그레이 아츠)
- 프린세스 콘체르트 (오크노스)
- 소울 칼리버III(홍윤성)
- 금색의 갓슈벨!!울어라! 우정의 전격 드림 태그 토너먼트 (우루루)
- 프리・프리 〜PRINCE×PRINCE〜（캔디, 히스）
- 아야카시 비토 (이치노타니 슈겐) : 포크스푼 (先割れスプーン) 명의

2006년
- I/O (미야타 코스케)
- 마계전기 디스가이아 2 (커티스)(PSP)
- 임협전 와타세인 일대기(한쥬로)
- 몬스터 킹덤 주얼 서모너 (그레이)(PSP)
- Love☆Drops ~미라클 동거 이야기~ (플로리아)
- 푸른 하늘이 보이는 언덕 (타키자와 코이치) : 포크스푼 (先割れスプーン) 명의
- 그리고 이 우주에 빛나는 너의 시 (시온)
- 페르소나 3 (이오리 쥰페이)
- 건퍼레이드 오케스트라 청의 장 ~빛의 바다로부터 편지를 보냅니다~ (사쿠마 세이지)
- Laughter Land (그렉)
- 전생학원월광록 (이나미 아스카, 쿄라기 타카시)

2007년
- 그리고 이 우주에 빛나는 너의 시XXX (시온)
- 소울 크레이돌 세계를 먹는 자 (엔돌프)
- VitaminX (나나세 슌)(DS3)
- 러브☆도로 ~Love☆Drops~(플로리아)(PS2)
- KoiGIG〜DEVIL×ANGEL〜（자비엘）
- 페르소나 3 FES (이오리 쥰페이)
- 세인트 비스트〜나선의 장〜 （양염의 시바）
- 사랑하는 소녀와 수호의 방패 PC판 (사사츠카 류헤이) : 포크스푼 (先割れスプーン) 명의
- 세상에서 가장 NG한 사랑 (사사키) : 포크스푼 (先割れスプーン) 명의
- 디에스 이레(Dies irae -Also sprach Zarathustra-) : 후지이 렌(藤井 蓮), 메르크리우스(メルクリウス）（ＰＣ）
- 루미너스 아크 (비스)(닌텐도 DS)
- 별의 왕녀 ~우주의식에 눈을 뜬 요시츠네~ (무사시보 벤케이): 포크스푼 (先割れスプーン) 명의
- 인의없는 소녀 (아소 요시유키): 포크스푼 (先割れスプーン) 명의

2008년
- 유어 메모리즈 오프 ~Girl's Style~ (혼죠 마사토)(PS2)
- 마계전기 디스가이아3 (커티스)(PS3)
- 루미너스 아크 (히스)
- 노스트라다무스에게 물어봐♪(히카와 사노) : 포크스푼 (先割れスプーン) 명의
- 환상게임 주작이문 (타스키)
- 러브☆돌 ~Love☆Drops~ (플로리아)
- 토가이누의 피 TrueBlood (아키라)(PS2)
- 소울 칼리버IV (홍윤성)
- 마인탐정 네우로 야코의 음식삼매경 추리와 함께하는 맛집&미스테리 (이시가키 쥰)(DS3)
- 마인탐정 네우로 배틀이닷! 범인집합(이시가키 쥰)(PS2)
- 테일즈 오브 베스페리아 (유리 로웰)(XBOX360)
- 박앵귀 ~신선조기담~（사이토 하지메）(PS2)
- VitaminY (나나세 슌)(DS3)
- 환상게임 주작이문（유익）
- 홍색천정 염요기담 (나라쿠)
- 크로노벨트 ~아야카사 비토&BulletButlers 크로스오버 디스크~ (이치노타니 슈겐) : 포크스푼 (先割れスプーン) 명의
- 인의없는 소녀 사랑삼매 (아소 요시유키): 포크스푼 (先割れスプーン) 명의

2009년
- 유어 메모리즈 오프 ~Girl's Style~ (혼죠 마사토)(PSP)
- 절체절명도시 3 무너져 가는 도시와 그녀의 노래 (코우사카 나오키)
- 머나먼 시공 속에서 3 십육야기 애장판（후지와라 야스히라）(PSP)
- VitaminZ (나나세 슌)(DS3)
- 팬텀 브레이브 Wii (월너트)
- 테일즈 오브 더 월드 라디언트 미솔로지2 (유리 로웰)(PSP)
- 테일즈 오브 베스페리아 (유리 로웰)(PS3)
- 테일즈 오브 버서스 (유리 로웰)(PSP)
- 스미레노 츠보미 (스즈시로 카나데) : 포크스푼 (先割れスプーン) 명의
- 스미레노 츠보미 웨딩 대작전(스즈시로 카나데) : 포크스푼 (先割れスプーン) 명의
- 프리티 위치 아카데미 (카를로스 시겔) : 포크스푼 (先割れスプーン) 명의
- 루시안 비즈 레저렉션 수퍼노바 (보이드 모레)
- 머나먼 시공 속에서 3 with 십육야기 애장판 (후지와라노 야스히라)
- 박앵귀 ~신선조기담~ 포터블（사이토 하지메）(PSP)
- 박앵귀 수상록 (사이토 하지메)(PS2)
- 기동전사 건담전기 MOBILE SUIT GUNDAM BATTLEFIELD RECORD U.C.0081（프릿츠 바워)
- 화음 타락한 밀화(키리시마 토코) : 포크스푼 (先割れスプーン) 명의
- 머나먼 시공 속에서 3 운명의 미궁 애장판 (후지와라 야스히라) (PSP)
- 네안의 팔라듐 (제피르) : 포크스푼 (先割れスプーン) 명의
- 다테가메 (라이너스)(닌텐도 DS)
- 엠버 쿼츠 ~Amber Quartz~ (스가 쿄헤이) : 포크스푼 (先割れスプーン) 명의

2010년
- 타르타로스: 리버스 (슈발만)
- 박앵귀 DS (사이토 하지메)(닌텐도 DS)
- 박앵귀 수상록 포터블 (사이토 하지메)(PSP)
- 박앵귀 여명록 (사이토 하지메)(PS2)
- B's-LOG 파티♪ (사이토 하지메)(PSP)
- 하라주쿠 탐정학원 스틸우드 (히라사카 쿄스케)
- 연애번장 (섹시번장)(PSP)
- CLOCK ZERO (하나부사 마도카)(PS2)
- 맹수조련사와 왕자님 (알프레드)(PS2)
- 노래의☆왕자님♪ (아이지마 세실) (PSP)
- 노래의☆왕자님♪ -Amazing Aria- (아이지마 세실) (PSP)
- 흑과 금의 열리지 않는 열쇠 (스도 유키오) : 포크스푼 (先割れスプーン) 명의
- VAMPIRE SWEETIE (파우스트) 포크스푼 (先割れスプーン) 명의
- 탄환논파 희망의 학교와 절망의 고교생 (이시마루 키요타카)

2011년
- 도쿄 야마노테 보이즈(모로보시 테츠)
- 맹수조련사와 왕자님 ~SNOW BRIDE~ (알프레드)
- 박앵귀 수상록 DS (사이토 하지메)(닌텐도 DS)
- 박앵귀 3DS (사이토 하지메)(닌텐도 3DS)

2012년
- 박앵귀 막말무쌍록 (사이토 하지메)(PSP)
- 박앵귀 여명록 DS (사이토 하지메)(닌텐도 DS)
- 박앵귀 여명록 名残り草 (사이토 하지메)(PS3)
- [다이아 나라의 앨리스~wonderful wonder world~] (시드니=블랙)(PSP)
- [디아볼릭 러버즈] (사카마키 슈)(PSP)

2015년
- 도검난무 刀剣乱舞-Online- (미카즈키 무네치카)(DMM ONLINE)
- 앙상블 스타즈! (미케지마 마다라)

### 더빙
- 동물대탐험 구리구리댕댕-늘보역
- 키보드 크래셔-레오폴드 슬릭(키보드 크래셔)역

### 특촬물
- 미래전대 타임 레인저(상해범 보그의 목소리)
- 가면라이더 시리즈

- 가면라이더 덴오(앤트호퍼이마진(아리)의 목소리)

- 가면라이더 덴오 하이퍼 배틀 DVD〈춤추고 노래하고 대특훈〉(앤트호퍼이마진(아리)의 목소리)
- 극장판 초 가면라이더 덴오와 디케이드(게르뉴트 목소리)

- 가면라이더 디케이드(버팔로 로드(11~13화)/타우르스 베리스터의 목소리)

### 라디오
- P・K・O의 너와 블랙(P・K・Oのお前とブラック) - 2002년 4월 5일 ~ 2003년 3월 28일 (52회)
- 세인트 비스트 짐승들의 HEAVEN'S PARTY(イント・ビースト ケダモノたちのHEAVEN'S PARTY)（애니메이트 TV,비정기 퍼스널리티）
- 대하 라디오 부시로드(大河ラジオだ ブシロード)
- 데지코상 방송 코너, 너와의 블랙 (でじこさん内 お前とブラック)
- 테니스의 왕자 온 더 라디오(テニスの王子様 オン・ザ・レイディオ) - 2004년 7월, 2007년 10월
- 전생학원방송부(転生學園放送部)
- 바질리스크~코우가인방송~ (ラジリスク〜甲賀忍放送〜) - 2005년 1월 11일 ~ 2006년 3월 32일
- 바질리스크~이가인방송~ (ラジリスク〜伊賀忍放送〜) - 2005년 3월 3일 ~ 종료
- VOICE CREW - 2002년 10월 6일 ~ 2003년 3월 30일
- 아니타마 닷컴 FRIDAY SPECIAL 주간! 아니타마 금요일 (アニたまどっとコム FRIDAY SPECIAL 週刊!アニたま金曜日)- 2005년 10월 7일 ~ 2009년 3월 25일
- 이누라지 TB-SHOW (狗ラジ TB-SHOW)- 2008년 8월 21일 ~ 종료, 6회 방송
- 판도라 라디오 ~어비스의 사자가 다가온다!?~ (パンドララジオ〜アヴィスの使者がやってくる!?〜) - 2009년 3월 13일~10월 23일
- 라디오 타르탈로스 (ラジオ タルタロス) - 2010년 1월 12일 ~ 2010년 2월 9일
- WEB 라디오 〈토가이누의 피〉Toshima Station（2010년 8월 26일~ ）
- 토리우미 코스케·야스모토 히로키 오늘밤은 잠들게 하지 않아... 금단의 생방송 라디오(니코니코 동화:2010년 9월 1일~)
- 토리우미 코스케·후쿠이 유카리의 타르타로스 채널(초!A&G+:2010년 10월 5일~)

### CD

#### 음악CD
- 수수께끼의 신 유닛 스타☆맨(링크 참고）
- P・K・O（링크 참고）
- ETERNAL GUARDIAN CHARACTERS VOCAL COLLECTION（아쟈）
- Captain HOOK love's lock. vocal maxi STAY A FAKE（이치）
- 신 백설공주 전설 프리티어 오리지널 사운드 트랙 Vol.2 (하야테）
- 16-SIXTEEN-（히로토,ヒロト）
- 세인트 비스트 시리즈(양염의 시바）

- Saint Beast Coupling CD (현무의 신 x 양염의 시바)
- Saint Best Lost.2 / Vocal Best of the Saint Beast
- OVA〈세인트 비스트 ~수천의 낮과 밤~〉오리지널 사운드 트랙&캐릭터 보컬 앨범 Trembled Melodies

- 그리고 이 우주에 빛나는 너의 시 VOCAL COLLECTION（시온）
- 테니스의 왕자 시리즈

- THE BEST OF RIVAL PLAYERS VI Kiyosumi Sengoku（센고쿠 키요스미）
- Everyday（센고쿠 키요스미）
- Wondeful Days（풀탭과 캔, プルタブと缶）
- Gather（파랑과 병과 캔, 青と瓶と缶）

- 전생학원 월광록 오리지널 캐릭터즈 01.쿄라기 타카시
- 열풍해륙 부시로드 시리즈（카즈사 신）

- 열풍해륙 부시로드 뜨거운 포후
- 열풍해륙 부시로드 등장인물 가창집 그 첫 번째 〈열원〉

- 박앵귀 회주록 하(사이토 하지메）
- 머나먼 시공속에서 3 시리즈(후지와라 야스히라）

- 머나먼 시공 속에서 3 십육야기 ~달의 물방울~
- 머나먼 시공 속에서 3 십육야기 ~후지와라 야스히라~
- 머나먼 시공 속에서 2&3 캐릭터 콜렉션 9 특별편
- 머나먼 시공 속에서 3 아련한 달밤
- 네오 로망스♥듀엣+머나먼 시공 속에서
- 머나먼 시공 속에서 3 with 십육야기 애장판 ~새벽달~
- 머나먼 시공 속에서 3 with 십육야기 애장판 ~후지와라 야스히라&긴(이벤트 회장 한정품)

- 머나먼 시공 속에서 4 ~밤안개의 서~
- VitaminX 시리즈（나나세 슌）

- VitaminX 캐릭터 CD RED DISK
- VitaminX 캐릭터 CD RUBY DISK -나나키요-
- VitaminX 캐릭터 CD 베스트 앨범 ~GREATEST HITS~

- 백가성란 남자성우편 3
- BLEACH BEAT COLLECTION 3rd SESSION:06 SZAYELAPORRO GRANZ（자엘 아포로 그란츠)
- 유어 메모리즈 오프 ~Girl's Style~ 드라마& 캐릭터 송 Vol.4 혼죠 마사토
- Love☆Drops ~미라클 동거이야기~시리즈 (플로리아）

- colorful☆drops 사운드 트랙CD
- Love☆Drops 캐릭터 송 CD Vol.1 Floria&Tomoy
- Love☆Drops 캐릭터 송 CD Vol.4 Floria&Roy&Hugo

#### 드라마CD
- Ai 데스건 ~아름다운 죽음에 꽃다발을~ (아이야)
- ETERNAL GUARDIAN ~성전사 전설~ (아쟈)
- 영국 요이담 시리즈 (시몬 드 베르쥬)
- 에덴즈 보이 (미엘)
- 아가씨는 쥬얼리 마스터 (스이코)
- 오타쿠의 따님(모리사키 코우타)
- 오리온의 소년 (나카우라 토모노리)
- 아이의 영역 시리즈 (아오키 카즈미)
- 카테고리:프릭스(이즈미)
- 소용돌이 파괴자 보르텍스 브라스타
- Captain HOOK love's lock. 시리즈（이치）
- 은의 발큐리어스 (라이너스)
- 코이기그 (자비엘)
- 행복까페 3번가 1~2 (신도 사츠키)
- G판타지 코믹 CD 콜렉션 파이어 엠블렘 암흑의 용과 빛의 검 (병사 1)
- 집사들의 연애사정 ~비밀의 해피 프레젠트~ (오오키 타카야)
- 사립 아라이소 고등학교 집행부 시리즈 (아이노우라 쇼이치)

- 사립 아라이소 고등학교 학생회 집행부 1,3
- 돌아왔다! 사립 아라이소 고등학교 학생회 집행부 1,2

- 사립! 산쥬산겐도 학원 (고시라카와 노리유키)
- 사립 저스티스 학원 (쥰)
- 진 여신전쟁 -NOCTURNE (닛타 이사무)
- 모래시계 (키타무라 다이고)
- Snow Flower (니시나 아키히로)
- 슬레이어즈 넥스트라1. 어둠에 사는 마을 (부하 B)
- 세인트 비스트 시리즈 (양염의 시바)
- 7SEEDS (아오타 아라시)
- 전국 슬레이어즈 (오다 노부나가)
- 타카무라 파환이야기시리즈 (타치바나 토오루)

- 타카무라 파환이야기 숙명보다 더 깊이
- 타카무라 파환이야기 육도의 갈림길에서 요괴가 통곡하다

- 싸워랏! 세바스챤 시리즈 (B군)
- 드라마 CD〈테일즈 오브 베스페리아〉제 1~5권 (유리 로웰)
- 디지캐럿 (릭 하이젠베르크)
- 틴크루세이버 NOVA (쿠교 리츠)
- 전생학원 환창록 (이나미 아스카, 쿄라키 아스카)
- 전생학원 월광록 (쿄라키 타카시)
- 전설의 용자 다간
- 두근두근 메모리얼
- DOLLS (카시와바라 켄신)
- 열풍해륙 부시로드 Tales of Times Now Past ~단 한번의 기회~ 상・하 (카즈사 신)
- 하이가쿠라 (부이)
- 바쿠-BAKU-(루비더스)
- 박앵귀 시리즈 (사이토 하지메)

- 박앵귀 드라마 CD ~신선조 수사부본~ 전・후편
- 박앵귀 드라마 CD ~도련님 여행기~

- 희망백서 (아라키 코타로)
- BASARA ~모략의 성~ (아타기 후유야스)
- 달려라! T고 농구부 (마키노조 코지,관음마)
- 머나먼 시공 속에서 3 십육야기 (후지와라 야스히라)
- 머나먼 시공 속에서 4 새벽의 서 (오오토모 미치오미)
- 바레스타 시리즈 (칸나 료타로)

- 바레스타 세컨드 전 5권
- 바레스타 서드 전 5권

- BL탐정（八雲和臣）
- 피스메이커 쿠로가네 시리즈 (토도 헤이스케)

- 피스메이커 쿠로가네 2 〈투〉
- 피스메이커 쿠로가네 3 〈인〉
- 피스메이커 쿠로가네 4 〈도〉
- 피스메이커 쿠로가네 5 〈시〉

- 파이버드
- Vie Durant 시리즈 (아이)
- 여신전생 페르소나 2 죄와벌 끝없는 청춘 (미시나 에이키치)
- 여신전생 페르소나 3 (이오리 쥰페이)
- 나와 그녀의XXX (센본기 신노스케)
- 나는 여동생을 사랑한다 (야노 하루카)
- 핫기믹 (타치바나 료우키)
- 마베라스 트윈즈 (카무케츠)
- 마인탐정 네우로 (이시가키 쥰)
- MR.MORNING (길)
- 모모구미 플러스 전기 (적귀, 쿠레우치 코우)
- 용자지령 다그온
- 낙원 루우트 (나가츠카 에미야)
- Vitamin X 시리즈 (나나세 슌)

- Ultra 비타민
- Ultra 비타민 2 -Maximum 바보-
- Ultra 비타민 3 -최후?의 웃음 전쟁-
- LOST Vitamin -달콤하고 H한 비타민제-
- LOST Vitamin -달콤하고 H한 비타민제 Part2
- 러브 비타민 ~잠자는 공주 스크럼블~
- 러브 비타민2 ~화이트데이 크라이시스?~

- Revive ~소생~ (남학생A, 동료B, 연구원A, 손님 C)
- 딜리셔스 비타민 1 ~두근두근★러브 트러블~
- 유어 메모리즈 오프 ~Girl's Style~ 드라마CD Road of the Your 완전판 (혼죠 마사토)
- 후시기 공방 증후군 혼자만의 생일 (그녀석)
- 갓츠 버틀러 G (쇼)
- 코발트 2006 마음대로 골라잡아 CD 콜렉션 요리도라 01-왕궁 로맨스 혁명(알렉스)

#### 낭독 · 라디오CD
- DEARS 12성좌 이야기 Apollon Side（낭독 - 황소자리）
- DEARS 일본 고전동화 ~ 청의 색~ (낭독 - 제 5 화 "고려장"）
- DEARS 일본 고전동화 ~ 꿈의 색~（낭독 - 제 9 화"산의 행복"）
- DEARS 탄생석 이야기 ~ 청의 계절~（봄의 요정 "코랄"）
- DEARS 탄생석 이야기 ~ 럭키스톤 점치기~（봄의 요정 "코랄"）
- 꿀벌성약 시리즈 《민민타파》（시모하타）
- 월간미남도감 연하편 백반 (회사 후배）
- HONEY BEE 시리즈 서방님 카탈로그 Vol.2 금주특집: 어리광쟁이 서방님 or 츤데레 서방님（어리광쟁이 ･ 야노가와 카오루）
- HONEY BEE 양세기 시리즈 Vol.4 〈잠깐 잠들어보지 않을래?〉
- VitaminX × 양세기 시리즈 Vol.2 〈좁은방에서 잘자/숙직실에서 잘 자〉（나나세 슌）
- VitaminZ × 양세기 시리즈 Vol.3 〈절약친구 모임에서 잘 자〉（나나세 슌）
- 토가이누의 피 True Blood DJCD 〈이누라지 TB-SHOW〉
- 판도라 라디오스페셜CD Vol.1 ~호화로운 미식대결~
- 판도라 라디오스페셜CD Vol.2 ~고기, 고기, 고기~ 궁극의 소고기 파라다이스~
- 판도라 라디오스페셜CD Vol.3 ~로케? 해외? 어디서 라디오 하는거야!?~
- 전국시대 장군 이야기~지장편~ (낭독 - 제 2화 이시다 미츠나리 이야기）
- 전국시대 장군 이야기 외전 ~14의 지장&호걸 이야기~ (낭독 - 이시다 미츠나리 이야기 외전 〈그리고 처형의 날〉
- 체리벨 허슬 엑서사이즈
- 박앵귀 통신 WEB 라디오 신선조 통신록 1・2집

### DVD
- P・K・O 투어「CAUTION! -P・K・O Live Tour 2003-」
- 모리카와 토시유키와 히야마 노부유키의 〈너희들을 위해서잖아!コノ鮹ガッ!〉（게스트）
- LIVE PASTEL COLLECTION 2005
- LIVE PASTEL COLLECTION 2006
- 수수께끼의 신 유닛 STA☆MEN 아워〈ぶっちゃけ!つるっとなるはや〉
- 수수께끼의 신 유닛 STA☆MEN 아워〈대자연 리프레쉬! 지옥의 초인 결정전〉
- 수수께끼의 신 유닛 STA☆MEN 아워〈소리마치〉
- 수수께끼의 신 유닛 STA☆MEN 아워〈에가오〉
- 수수께끼의 신 유닛 STA☆MEN 아워〈육!해!공! 우리들의 여름방학〉
- VitaminX 가잣! 두근두근 ★풀 버스트
- VitaminX 가잣! 두근두근 ★풀 버스트 Evolution
- 네오 로망스 아라모드 2
- 네오 로망스 라이브 2006 Autumn
- 네오 로망스 라이브 2008 Summer
- 네오 로망스 라이브 2009 Summer

### 나레이션
- 라디오CM 〈올닛산〉,〈토요타비스타 신슈〉
- 기업VP 〈산아이 석유〉,〈빅토리아〉,〈굿드릭 이야기(굿드릭)〉,〈패밀리 마트〉

### 그 외
- 유리카모메 도쿄 임해 신교통 임해선・역내 음성 안내 아나운스 - 아오미역
- 나(ぼく)와 나(わたし)의 연애사정 (벤젤)
- 섞어봐☆실제 목소리（레이, 나오토, 토오루, 슈, 리카르도）
- 러브마지（얀 지파）
- 패밀리마트 연수 비디오（손님）
- CM 메이의 집사 (시바타 리히토)
- 망상그이학원（篠塚葵）